# ボグダン・ミハイリチェンコ
ボグダン・ミハイリチェンコ（Bohdan Mykhaylichenko, 1997年3月21日 - ）は、ウクライナ・ボルィースピリ出身のサッカー選手。NKディナモ・ザグレブ所属。ウクライナ代表。ポジションはMF。

## 経歴
FCディナモ・キーウの下部組織で育成され、2015年5月24日のFCカルパティ・リヴィウ戦でデビューした。
2020年7月21日、8月1日よりRSCアンデルレヒトに加入することが発表された。8月3日に正式にアンデルレヒトの選手として発表された。

### 代表歴
2020年9月3日のスイス代表戦でA代表デビューをした。